# Słopniczanka
Słopniczanka – potok, prawy dopływ rzeki Łososina. Płynie przez środek wsi Słopnice w województwie małopolskim, powiecie limanowskim. Ma wiele cieków źródłowych na zachodnich stokach Cichonia, pod Przełęczą Słopnicką, Zapowiednicą i Mogielicą. Najdalej położone wypływają na wysokości 860 m n.p.m. Główne dopływy to potoki: Babieniec, Czarna Rzeka, Janowski Potok, Michałkowski Potok, Mogielica. Pozostałe mniejsze potoki będące dopływami Słopniczanki to: Podwisiołki, Brodkówka, Czarna Rola, Głębiec, Rola i potok bez nazwy, płynący spod Łopienia. Występuje duża asymetryczność dopływów; większość to dopływy lewobrzeżne, wśród nich są wszystkie mające własną nazwę. Z prawej strony uchodzą do Słopniczanki tylko niewielkie, bezimienne cieki.
Słopniczanka ma długość ok. 14 km (w prostej linii 11,2 km) i niemal cała jej zlewnia znajduje się na terenie Słopnic. Uchodzi do Łososiny w miejscowości Tymbark, niecałe 2 km od granic wsi Słopnice, na wysokości ok. 420 m n.p.m. W pobliżu ujścia znajdują się tutaj efektowne progi skalne, tzw. Tabacorz, które proponuje się objąć ochroną w formie pomnika przyrody lub stanowiska dokumentacyjnego. Średni spadek wynosi 3,14%. Rzeka, podobnie, jak inne rzeki Karpat, charakteryzuje się dużą zmiennością stanu wód i dużym potencjałem powodziowym. W czasie wielkiej powodzi w 1977 r. wyrządziła szkody na kwotę 670 tysięcy zł. Jest typową rzeką górską o dużym spadku, kamienistym korycie, charakteryzującym się dużą zmiennością trasy przebiegu. W czasie silnych opadów deszczu wielkie masy płynącej nią wody i toczone przez nią kamienie powodują niszczenie brzegów w niektórych miejscach i odkładanie masy kamieni i żwiru w innych. Ogólnie jednak procesy niszczące przeważają nad akumulacją, w wyniku czego następuje stałe pogłębianie i poszerzanie koryta rzeki.
Rzeka jest zarybiona. Badania czystości wód przeprowadzone w 2005 r. pozwoliły zaliczyć jej wody do III klasy czystości wód w skali 5-stopniowej, jako wody zadowalającej jakości. Badania przeprowadzane były u jej ujścia w Tymbarku, a więc w najbardziej zanieczyszczonym miejscu. W górnej części biegu jej potoków woda ma jeszcze lepszą jakość. Według typologii rybackiej Słopniczanka jest krainą pstrąga. Dominującymi gatunkami są pstrąg potokowy i kleń, a gatunkami towarzyszącymi głowacz pręgopłetwy, śliz, strzebla potokowa, jelec. Według prawa wędkarskiego na Słopniczance można łowić tylko na sztuczne muchy.
Nazwa rzeki pochodzi od dawnego przyrządu do łowienia pstrągów zwanego słopem. W początkach osadnictwa w dolinie rzeki było tutaj mnóstwo pstrągów, na które miejscowi osiedleńcy polowali za pomocą słopa. Ryby stanowiły cenne uzupełnienie skromnego pożywienia. Z czasem ryby wyłapano niemal zupełnie, przyrząd poszedł w zapomnienie, ale przetrwała nazwa Słopniczanie, nadana żyjącym nad tą rzeką mieszkańcom przez sąsiadów. Od nazwy mieszkańców z kolei pochodzi nazwa wsi i rzeki. Rzeka pełniła też inną jeszcze, już historyczną rolę – w dawnych czasach dzieliła tę wieś na dwie części: Słopnice Królewskie, znajdujące się po jej południowej stronie i Słopnice Szlacheckie, leżące po północnej stronie.

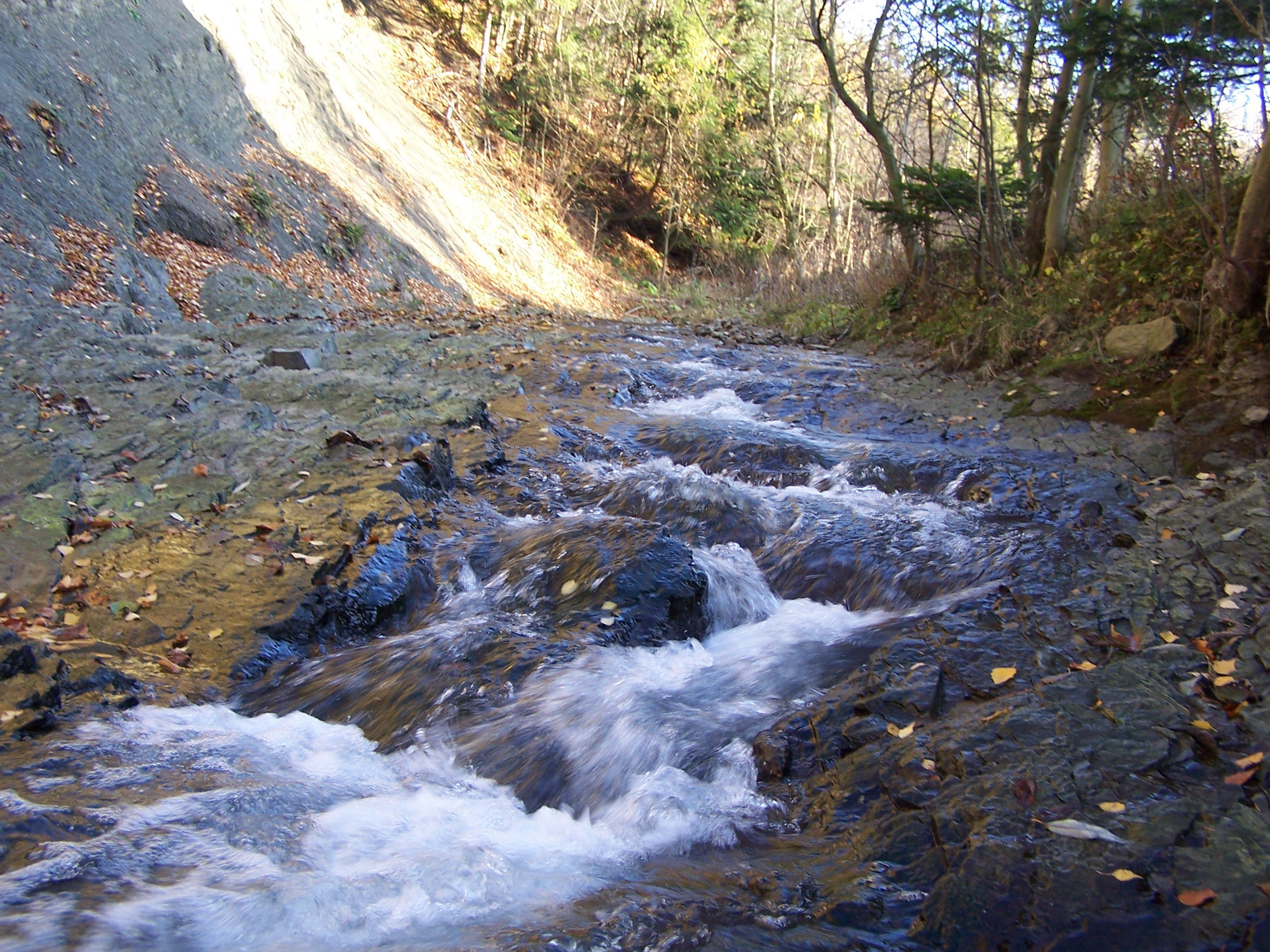
Czarna Rzeka na Zaświerczu